# Ömer Urkon
Ömer Urkon (Istanbul, 1937) è un ex cestista turco.

## Carriera
Con la Turchia ha disputato due edizioni dei Campionati europei (1959, 1961).